# Ян Куновський
Ян Куновський гербу Лодзя (кін. XVI ст. — 1654) — польський шляхтич, урядник в українських землях, чернігівський староста (1622—1653), королівський секретар (1638 р.), поет, воїн, політик і дипломат.

## Життєпис

### Родовід
Першим документально підтвердженим фактом його життя є згадки про участь у визволенні Смоленська упродовж 1615—1616 рр. в елітарному гусарському загоні, який очолював ротмістр Александр-Корвін Госєвський (поема «Odsiecz Smoleńska» («Звільнення Смоленська») 1617). Походив зі знатного роду Куновських гербу Лодзя, що бере свій початок у Познанському воєводстві. Пов'язуючи свої надії на суспільний розвиток зі східними територіями Речі Посполитої, Куновські в другій половині XVI століття переселилися в Плоцьке воєводство. Частина роду залишилася там, на теренах Королівства Польського, а інша — емігрувала в Мозирський повіт Мінського воєводства, що у Великому князівстві Литовському. Ян Куновський належав до другої гілки, про що свідчить факт, що 1621 р. був обраним від Мозирського повіту депутатом до Головного трибуналу Великого князівства Литовського.
За іншою версією
|  | Куновські гербу Лодзя вийшли або з Кунова в Косцянськім повіті, або з Кунова з-під Квєцішева в Гнєзненськім повіті. Правитель округи Анджей з Кунова продав в 1365 році Ришево братам з Студенця, а в 1366 році – солтиство в Ришеві якомусь Фалькові. Вінцентій, що був господарем Кунова, притягнений до суду в 1417 році місцевим священиком з Дзвонова за недопоставку двох коней через посередництво міщанина з Квєцішева. Куновські гербу Лодзя раніше виїхали на Литву, на думку Кояловича, який називає Єжи, мозирського підчашого, військового суддю, його синів: Кіпріяна-Єзуїта, Ієроніма-Домініканина, Міхала-Ієроніма. Єжи за військові заслуги отримав в 1658 році на праві васальної залежності Кротів в Мозирськім повіті, а як мозирський підчаший, підписав з Віленським воєводством вибори короля Міхала. Ян – королівський секретар в 1638 році. (...)син Тома, що народився в 1818 році (метрикальний запис в Топільниці), греко-католицький священик в Бистриці, з Домінікою Ільницькою, дочкою Василя Ільницького і Вікторії Топольницької, мав синів: Ієроніма-Василя, що народився в 1847 році (метрикальний запис в Ластівці) і Маркилія-Миколу, що народився в 1853 році (метрикальний запис в Бистриці), що підтверджені в дворянстві в 1866 році в Галицькому Крайовому Відділі |

### Політична діяльність
Відомості про життя й військово-дипломатичну кар'єру, а також про поетичну й релігійну діяльність Яна Куновського знаходимо в його рукописах, які разом з іншими манускриптами й книжками вивіз фельдмаршал Карл-Густав Врангел під час шведської навали на польські землі (1655—1660 рр.) й зберіг у замку Скоклостер біля Стокгольма. Зараз вони в Державному архіві Швеції.
1621—1622 брав участь у війні за Ліфляндію (поема «Ekspedycyja infantska 1621 roku» («Інфлянська експедиція 1621 року»). За мужність і героїзм воїна-поета посадою старости й капітана чернігівського нагородив 1622 р. королевич Владислав — керівник Смоленської землі. Також отримав від короля маєток «Wolyntiki» («Волинтікі») над річкою Волинкою в Чернігівському князівстві (1626 р.).
Цим періодом (1628 р.) датується смоленський енкомій «Zacny Smoleńsk» («Смоленськ чудовий»), а в остаточній авторській редакції 1640 р. перейменований в «Smoleńska zacność» («Шляхетність Смоленська»):

|  | Пізнає часто світ безмежний, Що Божий помисел є вічний, Що досконалі є Його творіння, З Божого веління. Хоч світ оманливий нічого вічного немає, З маленького начала все велике вироста, Та марнота, що до вершин його діймає Пропасти мусить. Славні Афіни і героїчна Спарта – Господь нам каже, що звернуть увагу варто, Бо світ тривалого чогось в собі немає, Вічність у Небі... |

1632—1634 рр. брав участь у Смоленській війні. З'явилися певні твори:
- «Fragmenta oblężenia smoleńskiego» («Фрагмент облоги Смоленська»);
- «Na angaryją oblężenia smoleńskiego uskarżanie» («На посилення облоги Смоленська скарга»);
- «Na moskiewskie manubije czasu odsieczy» («На московські військові завоювання часів звільнення»);
- «Na tryumf krylewski z odsieczy smoleńskiej» («На королівський тріумф у звільненні Смоленська»).

1634 р. польський король Владислав IV присвоїв Яну Куновському титул королівського секретаря.
1636 р. взяв участь у делегації до Москви, де обговорювали реалізацію положень Поляновського миру.
Протягом 1636—1637 рр. брав участь у комісії, що визначала проходження кордону між Річчю Посполитою та Московією.
1636 р. обрали депутатом до Головного трибуналу Великого князівства Литовського від Смоленської області.
1639 р. брав участь у комісії, яка встановлювала межі Смоленського й Чернігівського воєводств.
1644 р. був членом польсько-російської комісії з питання Яна Фаустина Люба, нібито сина царя Дмитрія Самозванця.
1648 р. командував приватним загоном піхоти великого литовського гетьмана Януша Кішки.
Під кінець життя переселився в центральні райони Великого князівства Литовського.
1651—1652 рр. був обраний депутатом Литовського трибуналу від Лідської області.

### Конфесійна діяльність.
Ян Куновський був кальвіністом і брав активну участь у житті Литовської спільноти реформованої євангелістської церкви. Його тричі обирали світським главою провінційного синоду Литовської спільноти (1636, 1649, 1654).
Ян Куновський виступив проти віддавання домініканцям смоленської церкви Бориса й Гліба; тільки безпосереднє розпорядження тодішнього короля Владислава призвело до вирішення суперечки на користь домініканців. Остання відома дата з його життєпису — 1654 рік, коли він був обраний главою синоду кальвіністів

## Творча спадщина Яна Куновського
- «Odsiecz smoleńska» (1617);
- «Na starożytne domowstwa Jego Mci Pana Gosiewskiego herby» (1617);
- «Ekspedycyja inflantska» (1621);
- «Smoleńska zacność» (1628);
- «Fragment oblężenia smoleńskiego» (1632);
- «Na angaryją oblężenia smoleńskiego uskarżenie» (1633);
- «Na moskiewskie manubye czasu odsieczy» (1634);
- «Na triumf królewski z odsieczy smoleńskiej» (1634);
- «Pakta moskiewskie i śmierci wojewody smoleńskiego przyczyna» (1640);
- «Lament» (1640);
- «Nagrobek temuż» (1640);
- «Między cudami świata» (1640);
- «Nie masz Gosiewskiego Aleksandra» (1640).

## Покликання
- Bobrowicz Jan Nepomucen. Herbarz polski Kaspra Niesieckiego S. J. Powiększony dodatkami z późniejszych autorów rękopismów, dowodów urzędowych i wydany przez Jana Nep. Bobrowicza (Tom V)
- Даріуш Хемпек. Польская поэма XVII века о великолепии Смоленска
- Ekspedycyja inflantska, 1621 [Архівовано 5 жовтня 2016 у Wayback Machine.]